# Campeonato Europeo de Piragüismo en Aguas Tranquilas de 2022
El XXIII Campeonato Europeo de Piragüismo en Aguas Tranquilas se celebró en Múnich (Alemania) entre el 18 y el 21 de agosto de 2022 bajo la organización de la Asociación Europea de Piragüismo (ECA) y la Federación Alemana de Piragüismo.
Las competiciones se realizaron en el Canal de Regatas de Oberschleißheim, ubicado al norte de la ciudad bávara.
Los piragüsitas de Rusia y Bielorrusia fueron excluidos de este campeonato debido a la invasión rusa de Ucrania.

## Medallistas

### Masculino
| Evento            | Oro                                                                                       | Plata                                                                                               | Bronce                                                                            |
| ----------------- | ----------------------------------------------------------------------------------------- | --------------------------------------------------------------------------------------------------- | --------------------------------------------------------------------------------- |
| K1 200 m (21.08)  | Kevin Santos Portugal 36,975 s                                                            | Roberts Akmens Letonia 37,028 s                                                                     | Petter Menning · Suecia · 37,055 s                                                |
| K2 200 m (20.08)  | Manfredi Rizza · Andrea Di Liberto · Italia · 31,662                                      | Jakub Stepun · Bartosz Grabowski · Polonia · 31,673                                                 | Artūras Seja · Ignas Navakauskas · Lituania · 61,378                              |
| K1 500 m (19.08)  | Jacob Schopf · Alemania · 1:38,012                                                        | Ádám Varga · Hungría · 1:38,237                                                                     | Fernando Pimenta Portugal 1:38,803                                                |
| K2 500 m (21.08)  | Bence Nádas · Bálint Kopasz · Hungría · 1:31,141                                          | Felix Frank · Moritz Florstedt · Alemania · 1:31,434                                                | Mindaugas Maldonis · Andrejus Olijnikas · Lituania · 1:32,210                     |
| K4 500 m (20.08)  | Max Rendschmidt · Tom Liebscher · Jacob Schopf · Max Lemke · Alemania · 1:20,282          | Samuel Baláž · Denis Myšák · Csaba Zalka · Adam Botek · Eslovaquia · 1:20,877                       | Guillaume Burger Maxime Beaumont Quilian Koch Guillaume Le Floch Francia 1:20,902 |
| K1 1000 m (20.08) | Bálint Kopasz · Hungría · 3:29,898                                                        | Fernando Pimenta Portugal 3:31,964                                                                  | Artuur Peters · Bélgica · 3:32,401                                                |
| K2 1000 m (21.08) | Martin Hiller · Tamas Grossmann · Alemania · 3:13,812                                     | Francisco Cubelos · Íñigo Peña · España · 3:14,505                                                  | Samuele Burgo · Andrea Schera · Italia · 3:15,062                                 |
| K4 1000 m (19.08) | Tobias-Pascal Schultz · Tom Liebscher · Martin Hiller · Felix Frank · Alemania · 2:53,174 | Francisco Cubelos · Roi Rodríguez · Pedro Vázquez Llenín · Íñigo Peña · España · 2:53,627           | Márk Mizsér · Kornél Béke · Csaba Erdőssy · Tamás Erdélyi · Hungría · 2:55,748    |
| K1 5000 m (20.08) | Fernando Pimenta Portugal 20:14,447                                                       | Walter Bouzán · España · 20:17,659                                                                  | Rafał Rosolski · Polonia · 20:44,717                                              |
| C1 200 m (20.08)  | Henrikas Žustautas · Lituania · 39,832                                                    | Pablo Graña Alonso · España · 39,894                                                                | Oleksii Koliadych · Polonia · 40,166                                              |
| C2 200 m (21.08)  | Aleksander Kitewski · Arsen Śliwiński · Polonia · 36,919                                  | Antoni Segura · Alfonso Benavides · España · Henrikas Žustautas · Vadim Korobov · Lituania · 37,592 | —                                                                                 |
| C1 500 m (21.08)  | Martin Fuksa · República Checa · 1:47,183                                                 | Serghei Tarnovschi Moldavia 1:48,160                                                                | Cătălin Chirilă · Rumania · 1:48,364                                              |
| C2 500 m (21.08)  | Adrián Sieiro · Joan Moreno · España · 1:44,822                                           | Wiktor Głazunow · Tomasz Barniak · Polonia · 1:45,499                                               | Sebastian Brendel · Tim Hecker · Alemania · 1:45,510                              |
| C1 1000 m (20.08) | Cătălin Chirilă · Rumania · 3:49,681                                                      | Martin Fuksa · República Checa · 3:50,032                                                           | Carlo Tacchini · Italia · 3:51,637                                                |
| C2 1000 m (19.08) | Sebastian Brendel · Tim Hecker · Alemania · 3:32,896                                      | Nicolae Craciun · Daniele Santini · Italia · 3:34,317                                               | Balázs Adolf · Dániel Fejes · Hungría · 3:34,585                                  |
| C1 5000 m (20.08) | Sebastian Brendel · Alemania · 22:50,803                                                  | Balázs Adolf · Hungría · 22:52,684                                                                  | Carlo Tacchini · Italia · 22:13,346                                               |

### Femenino
| Evento            | Oro                                                                                  | Plata                                                                                   | Bronce                                                                    |
| ----------------- | ------------------------------------------------------------------------------------ | --------------------------------------------------------------------------------------- | ------------------------------------------------------------------------- |
| K1 200 m (20.08)  | Emma Jørgensen Dinamarca 39,848 s                                                    | Anja Osterman Eslovenia 40,061 s                                                        | Marta Walczykiewicz · Polonia · 40,134 s                                  |
| K2 200 m (21.08)  | Blanka Kiss · Anna Lucz · Hungría · 37,352                                           | Dominika Putto · Katarzyna Kołodziejczyk · Polonia · 37,568                             | Paulina Paszek · Jule Hake · Alemania · 38,690                            |
| K1 500 m (21.08)  | Anna Puławska · Polonia · 1:53,881                                                   | Eszter Rendessy · Hungría · 1:54,981                                                    | Emma Jørgensen Dinamarca Anja Osterman Eslovenia 1:55,206                 |
| K2 500 m (20.08)  | Karolina Naja · Anna Puławska · Polonia · 1:41,418                                   | Hermien Peters · Lize Broekx · Bélgica · 1:42,230                                       | Paulina Paszek · Jule Hake · Alemania · 1:42,702                          |
| K4 500 m (21.08)  | Karolina Naja · Anna Puławska · Adrianna Kąkol · Dominika Putto · Polonia · 1:35,251 | Frederikke Matthiesen Sara Milthers Pernille Knudsen Bolette Iversen Dinamarca 1:37,709 | Blanka Kiss · Anna Lucz · Zsóka Csikós · Alida Gazsó · Hungría · 1:37,752 |
| K1 1000 m (21.08) | Noémi Pupp · Hungría · 4:00,276                                                      | Justyna Iskrzycka · Polonia · 4:00,542                                                  | Isabel Contreras Rodríguez · España · 4:01,419                            |
| K2 1000 m (19.08) | Emese Kőhalmi · Eszter Rendessy · Hungría · 3:33,942                                 | Justyna Iskrzycka · Katarzyna Kołodziejczyk · Polonia · 3:34,606                        | Laia Pèlachs · Begoña Lazkano · España · 3:36,942                         |
| K1 5000 m (20.08) | Emese Kőhalmi · Hungría · 22:54,862                                                  | Susanna Cicali · Italia · 22:55,712                                                     | Eva Barrios · España · 22:55,755                                          |
| C1 200 m (21.08)  | Antía Jácome · España · 48,642                                                       | Liudmyla Luzan · Ucrania · 49,271                                                       | Vanesa Tot · Croacia · 49,489                                             |
| C2 200 m (21.08)  | Giada Bragato · Bianka Nagy · Hungría · 44,066                                       | Antía Jácome · María Corbera Muñoz · España · 44,118                                    | Lisa Jahn · Sophie Koch · Alemania · 44,879                               |
| C1 500 m (19.08)  | María Corbera Muñoz · España · 2:03,586                                              | Liudmyla Luzan · Ucrania · 2:05,096                                                     | Vanesa Tot · Croacia · 2:06,682                                           |
| C2 500 m (20.08)  | Liudmyla Luzan · Anastasiya Chetverikova · Ucrania · 1:57,672                        | Giada Bragato · Bianka Nagy · Hungría · 1:58,942                                        | Sylwia Szczerbińska · Julia Walczak · Polonia · 1:59,572                  |
| C1 5000 m (20.08) | María Corbera Muñoz · España · 25:46,953                                             | Annika Loske · Alemania · 26:42,746                                                     | Liudmyla Babak · Ucrania · 26:48,788                                      |

## Medallero
| Núm. | País            | Oro | Plata | Bronce | Total |
| ---- | --------------- | --- | ----- | ------ | ----- |
| 1    | Hungría         | 7   | 4     | 3      | 14    |
| 2    | Alemania        | 6   | 2     | 4      | 12    |
| 3    | España          | 4   | 6     | 3      | 13    |
| 4    | Polonia         | 4   | 5     | 4      | 13    |
| 5    | Portugal        | 2   | 1     | 1      | 4     |
| 6    | Italia          | 1   | 2     | 3      | 6     |
| 7    | Ucrania         | 1   | 2     | 1      | 4     |
| 8    | Lituania        | 1   | 1     | 2      | 4     |
| 9    | Dinamarca       | 1   | 1     | 1      | 3     |
| 10   | República Checa | 1   | 1     | 0      | 2     |
| 11   | Rumania         | 1   | 0     | 1      | 2     |
| 12   | Bélgica         | 0   | 1     | 1      | 2     |
| 13   | Eslovenia       | 0   | 1     | 1      | 2     |
| 14   | Eslovaquia      | 0   | 1     | 0      | 1     |
| 14   | Letonia         | 0   | 1     | 0      | 1     |
| 14   | Moldavia        | 0   | 1     | 0      | 1     |
| 17   | Croacia         | 0   | 0     | 2      | 2     |
| 18   | Francia         | 0   | 0     | 1      | 1     |
| 18   | Suecia          | 0   | 0     | 1      | 1     |
|      | TOTAL           | 29  | 30    | 29     | 88    |